# Giuseppe Plancher
Giuseppe Plancher (Fontevivo, 28 agosto 1870 – Bologna, 27 aprile 1929) è stato un chimico e professore universitario italiano.

## Biografia
Studiò Chimica all'Università di Parma dal 1888 al 1892, laureandosi con lode. L'anno dopo conseguì anche la laurea in Farmacia.
Collaborò con Girolamo Mazzara all'Università di Parma fino al 1896, interessandosi alla chimica organica e in particolare alle sostanze prodotte dalle piante aromatiche. In seguito lavorò come "preparatore" all'Università di Bologna, nel gabinetto di chimica generale diretto da Giacomo Ciamician, seguendo quest'ultimo nella ricerca sui composti eterociclici e focalizzandosi in particolare sulla metilazione dell'indolo e dei suoi derivati.
Nel 1900 ottenne la cattedra di Chimica generale all'Università di Bologna e insegnò anche Chimica agraria al Regio Istituto di Agricoltura di Bologna dal 1902 al 1903.
Nel 1906 Plancher fu nominato professore associato di Chimica farmaceutica presso l'Università di Palermo, succedendo ad Angelo Angeli. Nel 1909 passò alla cattedra di Chimica generale dell'Università di Parma come professore ordinario. Grazie all'interessamento di Ciamician, dal 1920 Plancher fu professore di Chimica farmaceutica all'Università di Bologna e contemporaneamente direttore della Scuola di Farmacia.
Partecipò alla commissione della quinta edizione della Farmacopea Ufficiale del regno d'Italia. Pubblicò una quarantina di opere proprie e tradusse il Trattato di chimica organica di Arnold Frederick Holleman, un manuale che ebbe un discreto successo.
Politicamente, fu sindaco socialista del suo paese natale, e in seguito un fascista convinto.

## Ricerche scientifiche
Plancher condusse ricerche nel campo degli eterocicli e si occupò particolarmente della chimica del pirrolo e dell'indolo . Egli riuscì a dimostrare che la metilazione dell'indolo nella base di Fischer non porta ad un derivato diidrochinolinico, come ipotizzato da Hermann Emil Fischer, ma che la struttura dell'indolo viene mantenuta.
Un riarrangiamento è chiamato "riarrangiamento di Plancher" o "riarrangiamento di Ciamician-Plancher".